# Loukoura
Loukoura est une localité du département de Iolonioro, dans la province du Bougouriba (région du Sud-Ouest) au Burkina Faso. En 2006, cette localité comptait 986 habitants dont 53% de femmes.